# Seznam filmov Metro-Goldwyn-Mayer
Seznam filmov v produkciji in/ali distribuciji ameriškega studia Metro-Goldwyn-Mayer začetku leta 1924.

## Filmografija
- Seznam filmov Metro-Goldwyn-Mayer
- Greed (1924), prvi film MGM-mov, izgubljen, ni ga več v arhivih
- He Who Gets Slapped (1924)
- Ben-Hur (1925), drugi najbolj dobičkonosen nemi film v zgodovini
- Flesh of the Devil (1926)
- Viking (1928), njihov prvi zvočni (efekti, glasba brez govora) in hkrati njihov prvi dvobarvni film, ter drugi zvočno-barvni v zgodovini (Tehnicolor)
- The Rogue song (1930), njihov prvi zvočno-govorni film in njihov prvi večbarvni film (Tehnicolor)
- Mata Hari (1931)
- Tarzan opica (1932) in nadaljevanja
- Scarface (1932)
- Roast Beef and Movies (1932)
- Wild People (1932)
- Babes in Toyland (1934)
- Star Night at the Cocoanut Grove (1934)
- The Cat and the Fiddle (1934), prvi film v zgodovini posnet v novi super tri barvni tehniki (Tehnicolor), pred tem so bile v tej tehniki posnete samo nekatere Disneyjeve risanke, kot na primer Flowers and trees iz leta 1932
- Sweethearts (1938)
- Stagecoach (1939)
- Čarovnik iz Oza (1939)
- V vrtincu (1939), distributer, ki ga proizvaja Selznick International Pictures
- Anchors Aweigh (1945)
- The Picture of Dorian Gray (1945)
- Green Dolphin Street (1947)
- Easter Parade (1948)
- Adam's Rib (1949)
- In the Good Old Summertime (1949)
- The Secret Garden (1949)
- Quo Vadis (1951)
- Ivanhoe (1952)
- Petje v dežju (1952)
- Julij Cezar (1953)
- Meet Me in Las Vegas (1956)
- The Opposite Sex (1956)
- The Wings of Eagles (1956)
- Mačka na vroči pločevinasti strehi (1958)
- Ben-Hur (1959), remake filma iz leta 1907 in 1925
- Nekateri so za vroče (1959)
- Inherit the Wind (1960)
- The Manchurian Candidate (1962)
- The Pink Panther (1963) in nadaljevanja
- Viva Las Vegas (1964)
- Doktor Živago (1965)
- How the Grinch Stole Christmas! (1966) in Universal Pictures remake 2000
- 2001: Odiseja v vesolju (1968)
- Chitty Chitty Bang Bang (1968)
- Horton Hears a Who! (1970) in 20th Century Fox remake 2008
- Tom Sawyer (1973)
- Rocky (1976) in nadaljevanja
- Moonstruck (1987)
- Otroška igra (1988) in Universal Pictures nadaljevanja
- Dovoljenje za ubijanje (1989)
- Striptiz (1995)
- GoldenEye (1995)
- Casino Royale (2006)
- Rocky Balboa (2006)